# رالی (اتومبیل‌رانی)

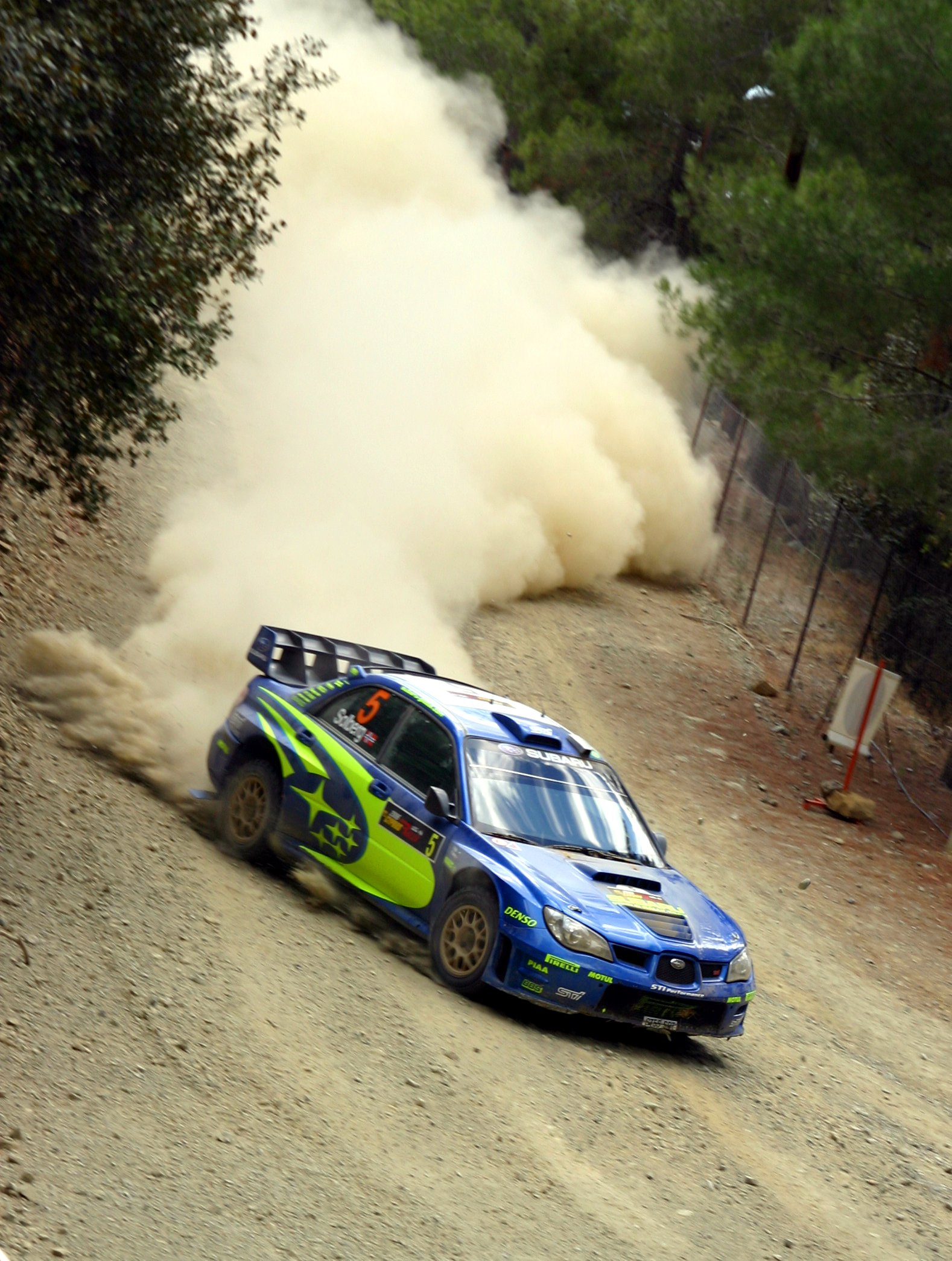
پیتر سولبرگ راننده سوبارو ایمپرزا دبلیوآرسی روی شن در رالی قبرس ۲۰۰۶ مسابقات رالی قهرمانی جهان

رالی (به انگلیسی: Rallying) یا (به انگلیسی: Rally) یک شکل گسترده از ورزش‌های موتوری با عناصر مختلف رانندگی رقابتی مانند تست‌های سرعت (که گاهی اوقات در آمریکا «مسابقه رالی» نامیده می‌شود)، تست‌های ناوبری یا توانایی رسیدن به ایستگاه‌های بین راهی یا مقصد در زمان مقرر یا سرعت متوسط است. رالی‌ها ممکن است به صورت آزمایشی در یک مکان کوتاه یا چندین هزار مایل در رالی استقامتی طولانی باشند.
بسته به فرمت، رالی‌ها ممکن است در جاده‌های خصوصی یا عمومی، باز یا بسته به روی ترافیک، یا خارج از جاده به شکل کراس کانتری یا رالی-رید سازماندهی شوند. رقبا می‌توانند از خودروی تولیدی استفاده کنند که در صورت استفاده در جاده‌های باز یا خودروی مسابقه ساخته شده ویژه مناسب برای عبور از زمین‌های خاص، باید جاده-قانونی باشند.
رالی معمولاً از سایر اشکال موتوراسپورت متمایز می‌شود زیرا مستقیماً در برابر سایر رقبا در دورهای یک پیست رانده نمی‌شود، بلکه در قالبی نقطه به نقطه است که در آن شرکت کنندگان در فواصل منظم از یک یا چند نقطه شروع به حرکت می‌کنند.